# 看板建築

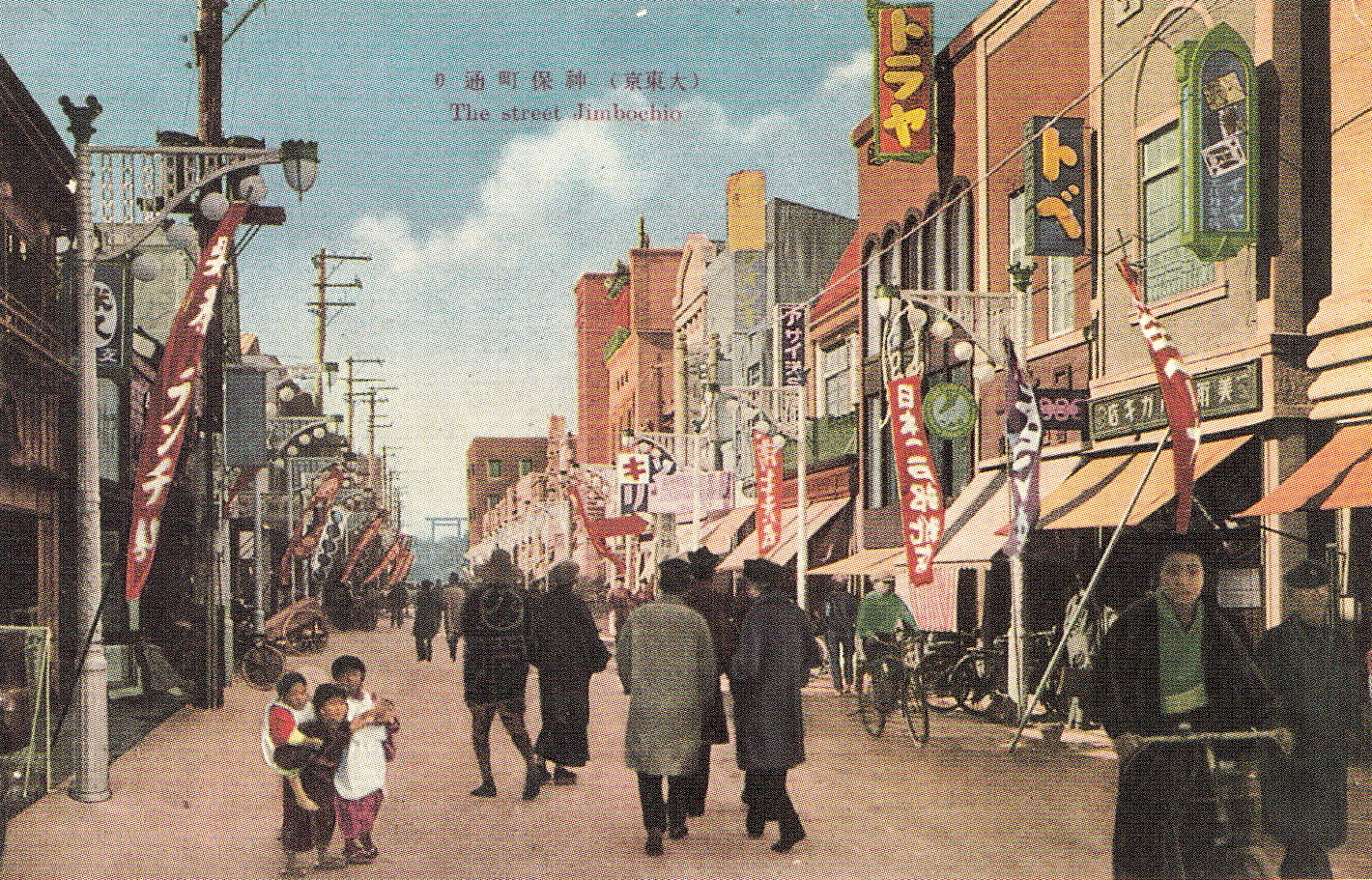
震災復興後の神田神保町すずらん通り

看板建築（かんばんけんちく、英: Billboard architecture）とは、鉄筋コンクリート造で建てるだけの資力がない中小規模クラスの商店によって関東大震災後に数多く建設された、かつての伝統的な町屋に代わる洋風の外観を持った店舗併用の都市型住居である。

## 概要
そのほとんどは木造で建物の前面に衝立を置いたような看板を兼ねた外壁を持ち、その壁面があたかもキャンバスであるかのように自由な造形がなされている。看板建築という名称は後の研究者がつけたもので、震災後の大正末期頃には「街路建築」という用語が使われていた。

## 歴史
看板建築以前の東京の店舗併用住宅である町屋には、切妻屋根の平入2階建で1階上部に軒を大きく前面に張り出した「出桁造」と、それを防火のために土で包んだ「塗屋造」、「蔵造」の3種類があった。塗屋造と蔵造の違いは土の厚さで、柱の表面に5寸(15センチ)以上土を盛るものを蔵造、それ以下を塗屋造という。商店建築のランクとしては蔵造がもっとも上で塗屋造、出桁造と続く。大正モダンといわれる時代にあっても、銀座と並ぶ東京の中心商店街である日本橋大通りですら蔵造が70%を越えており、下町の商店街はほぼすべてが町屋で形成されていた。しかし、こうした伝統形式の街並みは1923年(大正12年)の関東大震災によって焼失する。防火のために土を盛った蔵造・塗屋造は、地震で土壁が崩落し期待した防火性能を果たすことができなかった。

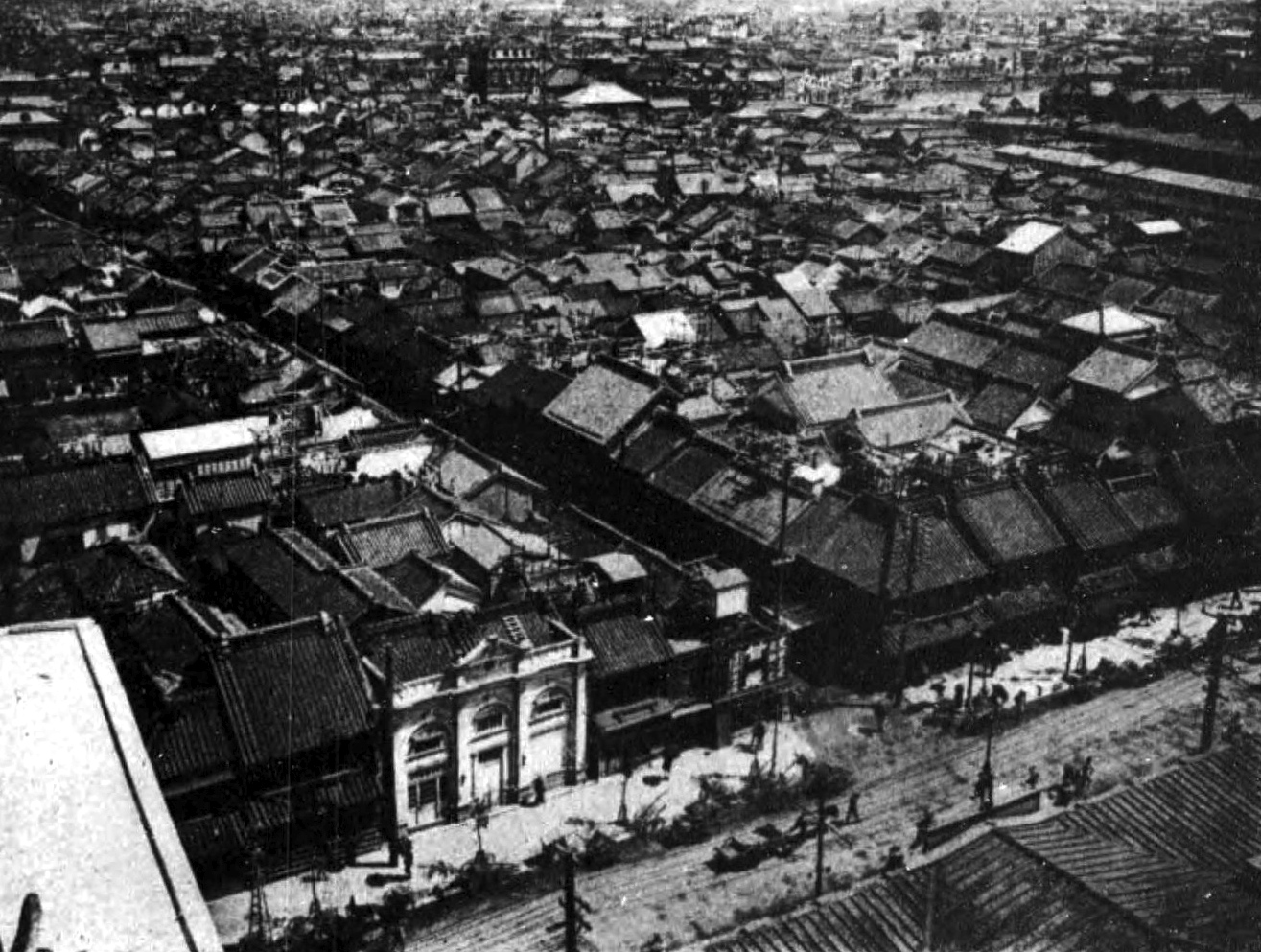
震災前の日本橋付近の町並み
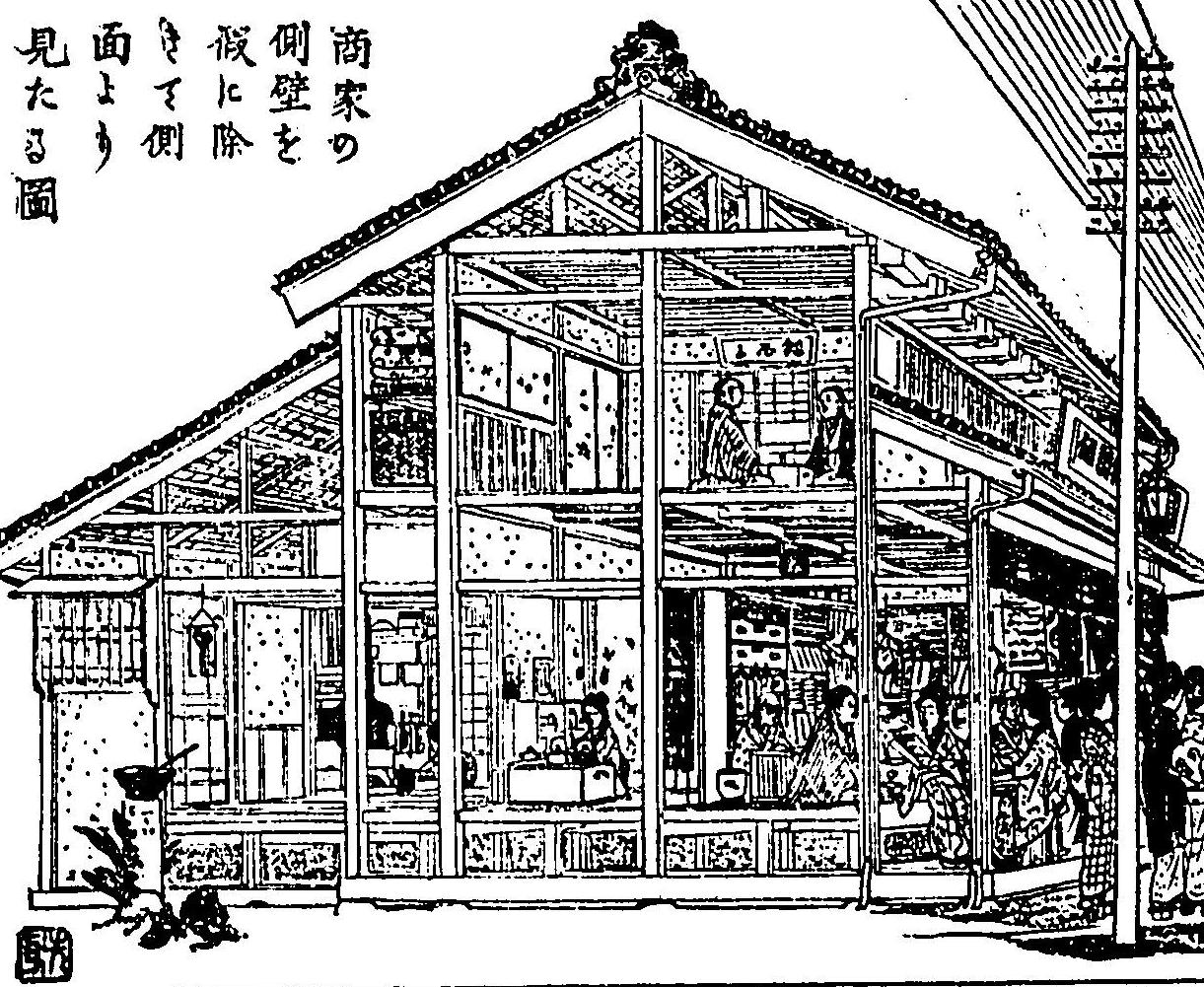
町屋の内部
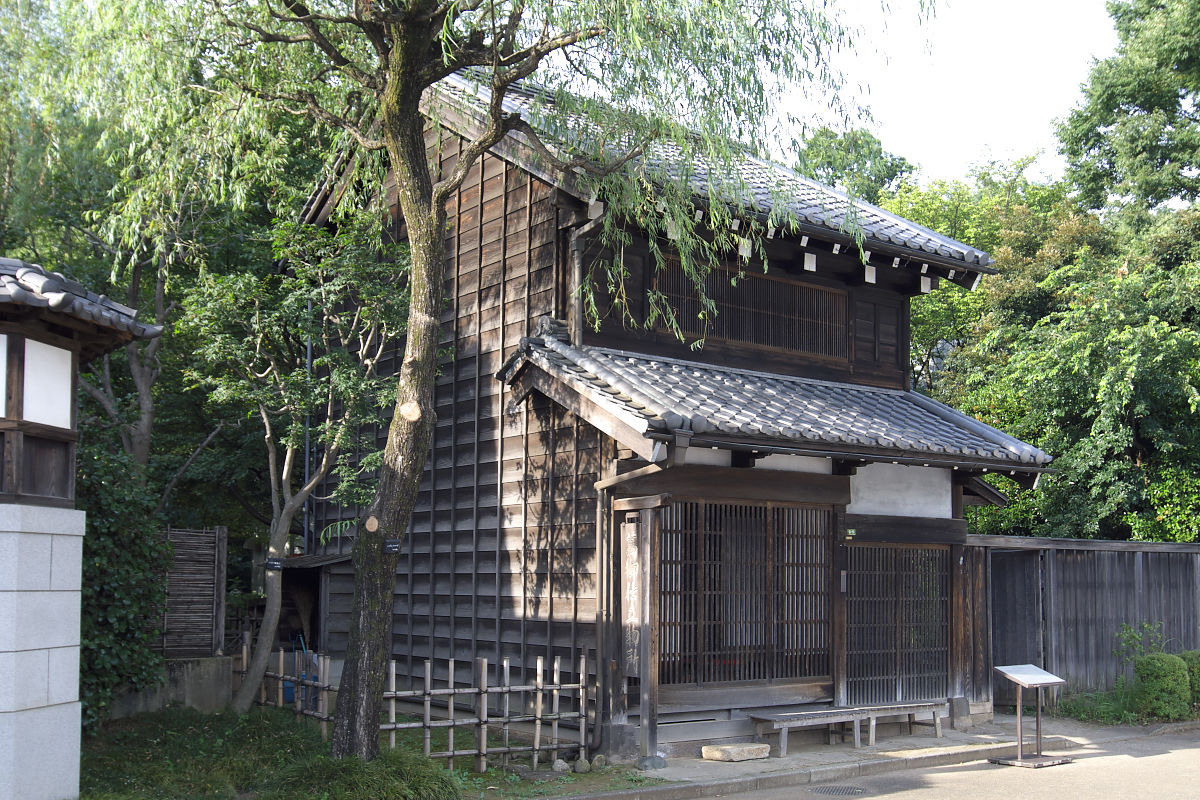
仕立屋(出桁造)
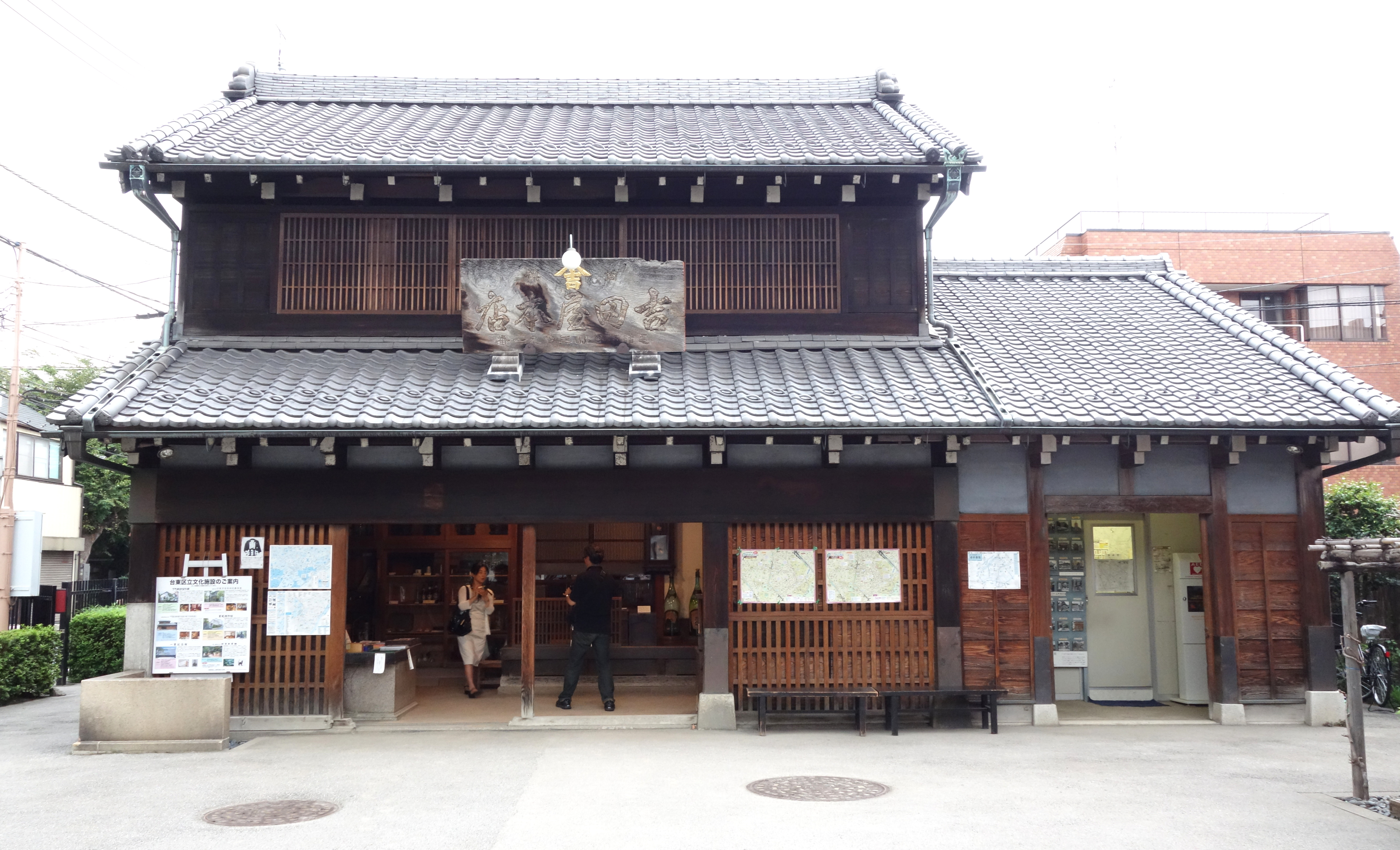
吉田屋(出桁造)
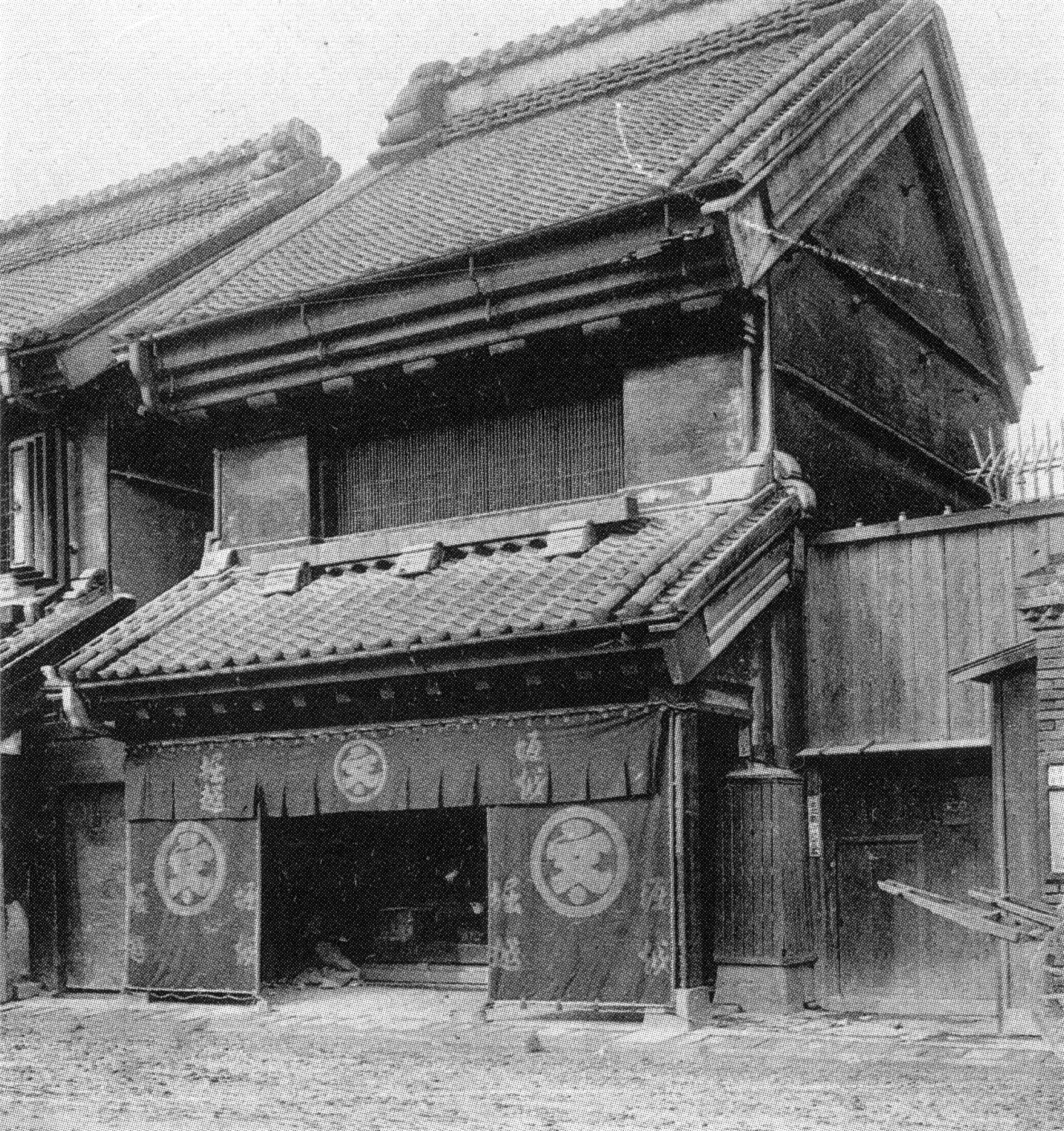
堀越商店(土蔵造)

震災後、焼け野原にはバラックが建てられバラックの商店街が形成される。後に看板建築が建てられる地帯のバラックはトタンに看板を書いただけの粗末なものだったが、日本橋など大通りには建築家によってデザインされた表情豊かなバラック商店が建ち並んだ。これら大通りのバラック商店には、木造でファサードが平坦に仕上がっているという特徴があり、洋風をベースにしていた。

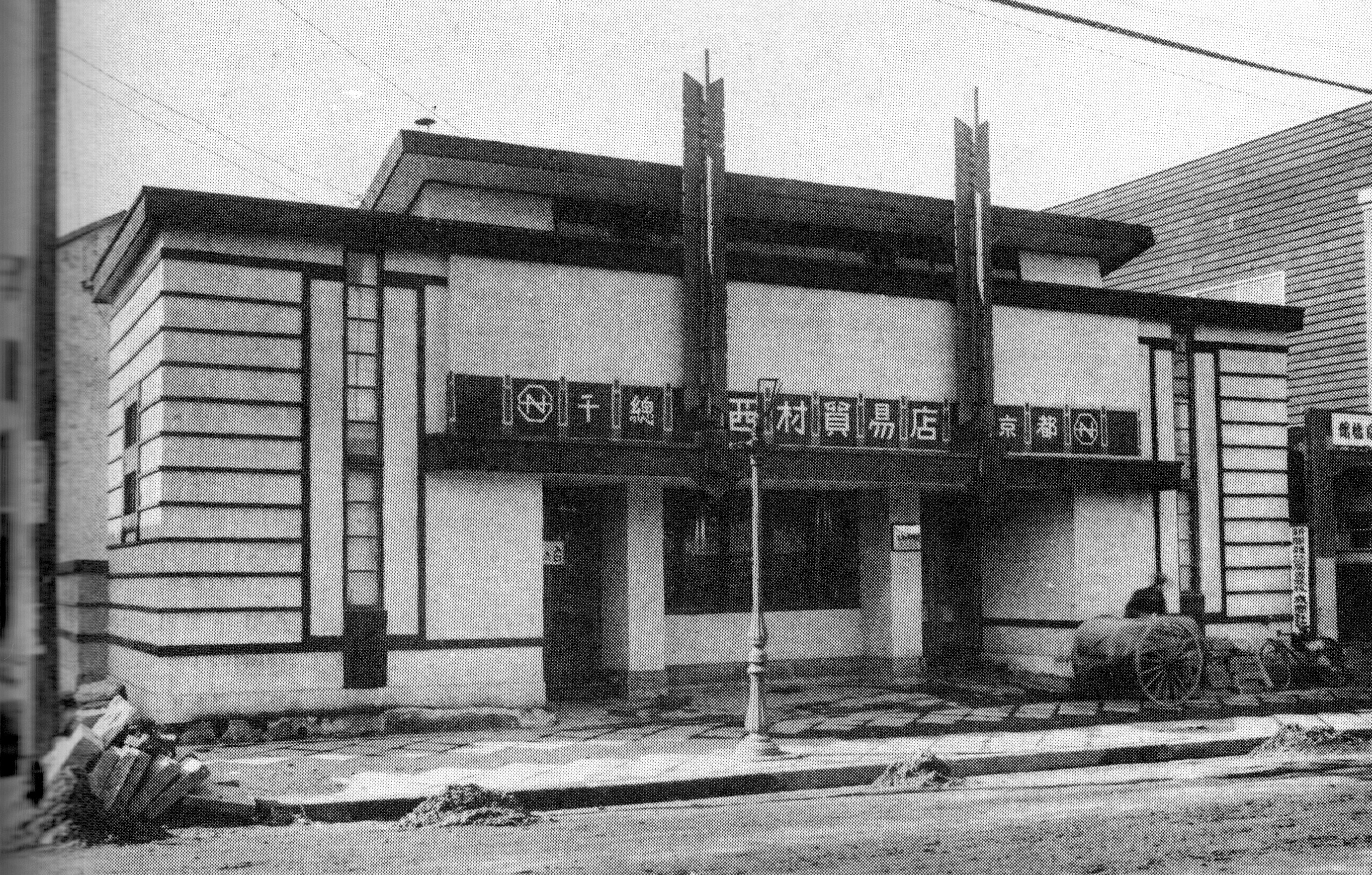
西村貿易店(遠藤新)
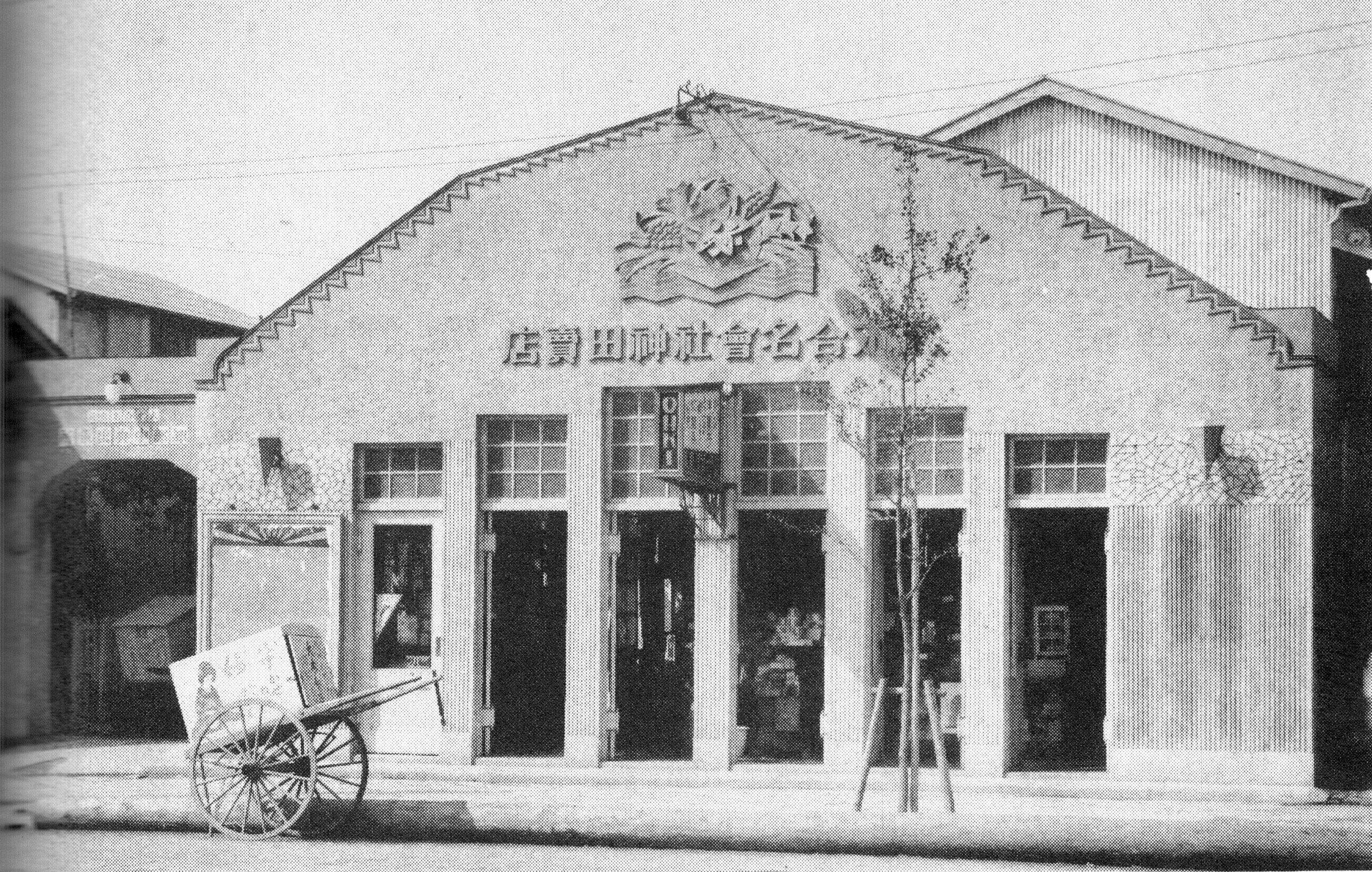
大木合名会社(吉田五十八)
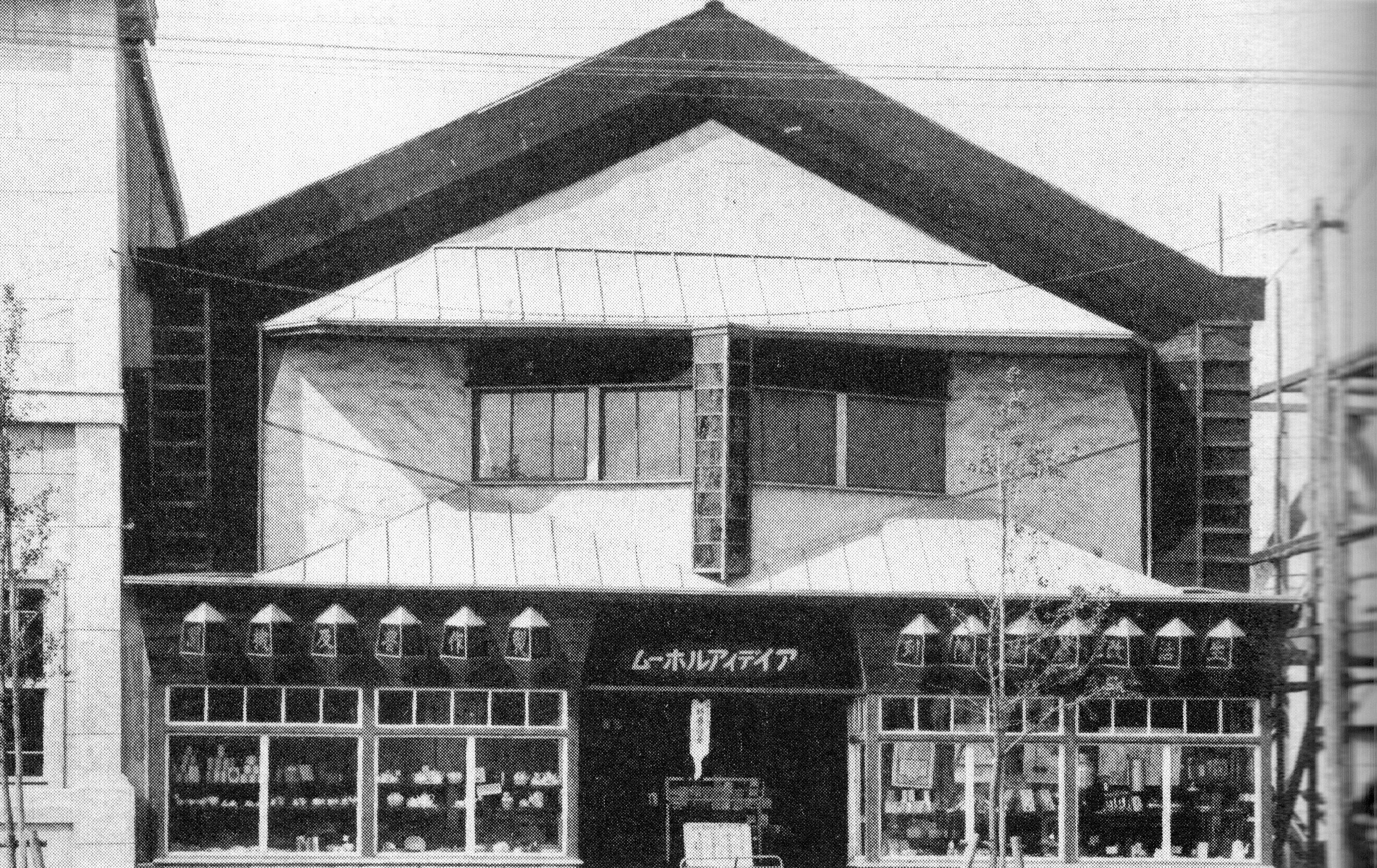
アイディアルホーム(レイモンド社)
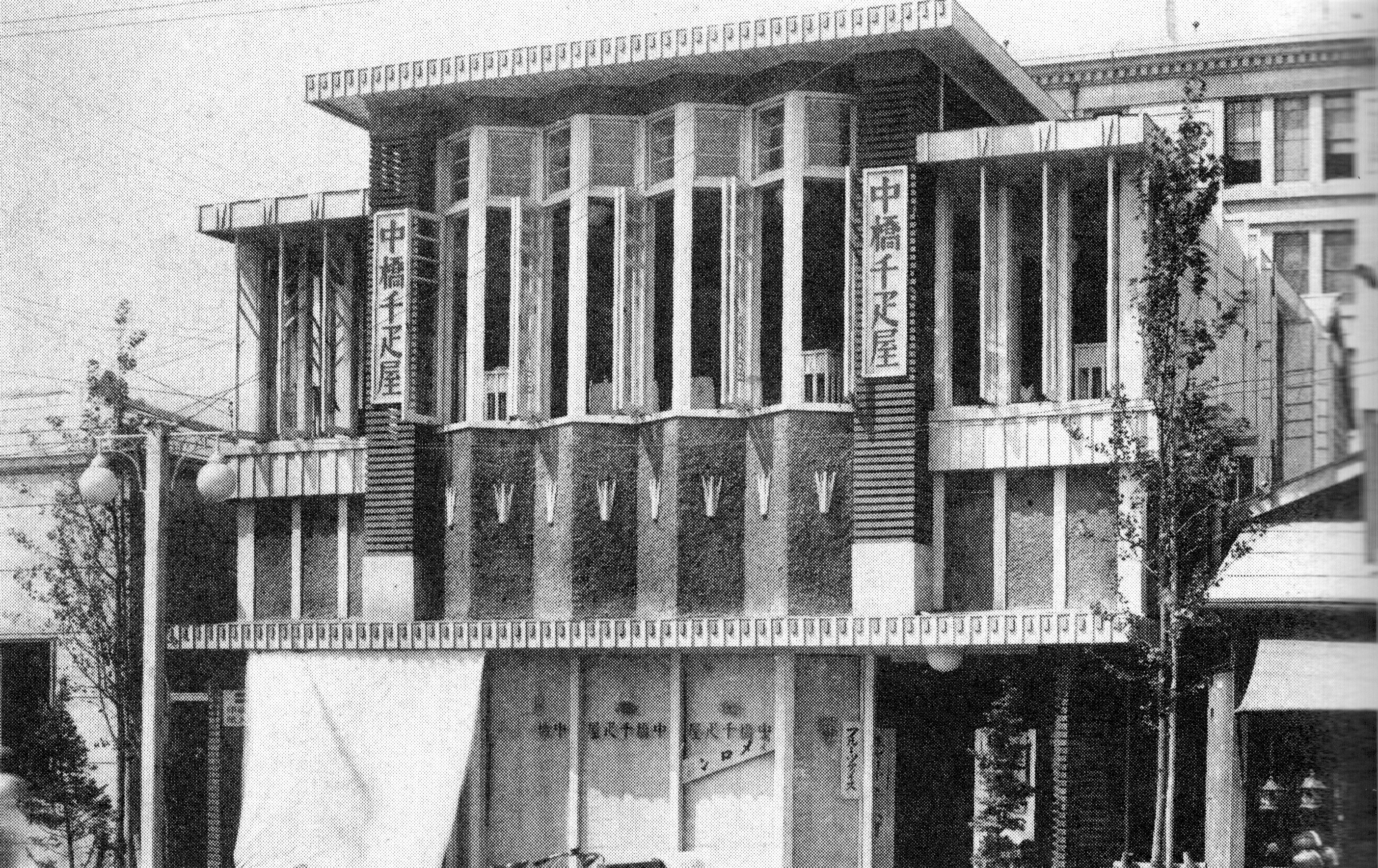
千疋屋フルーツパーラー(前田健二郎)
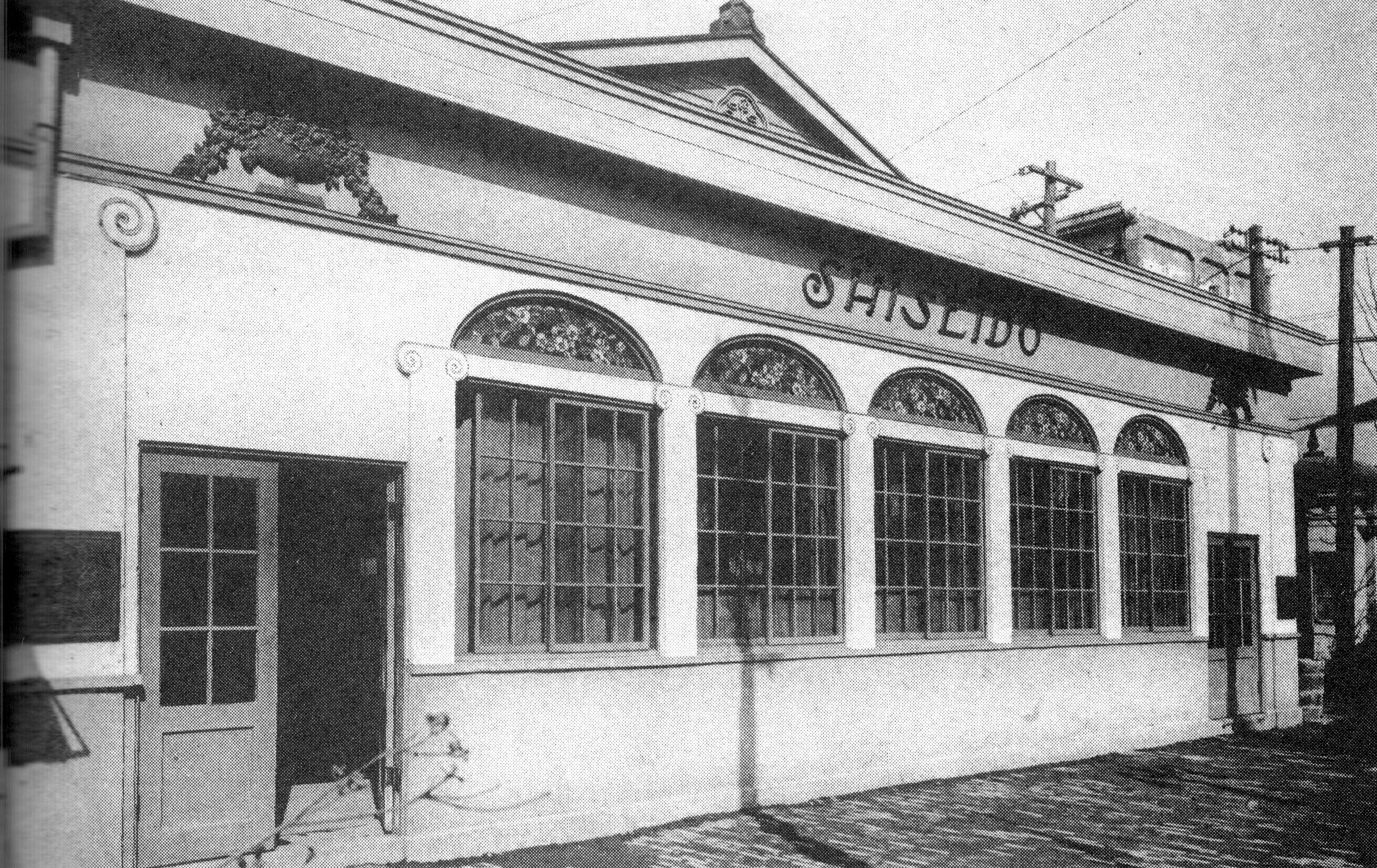
資生堂(川島理一郎)
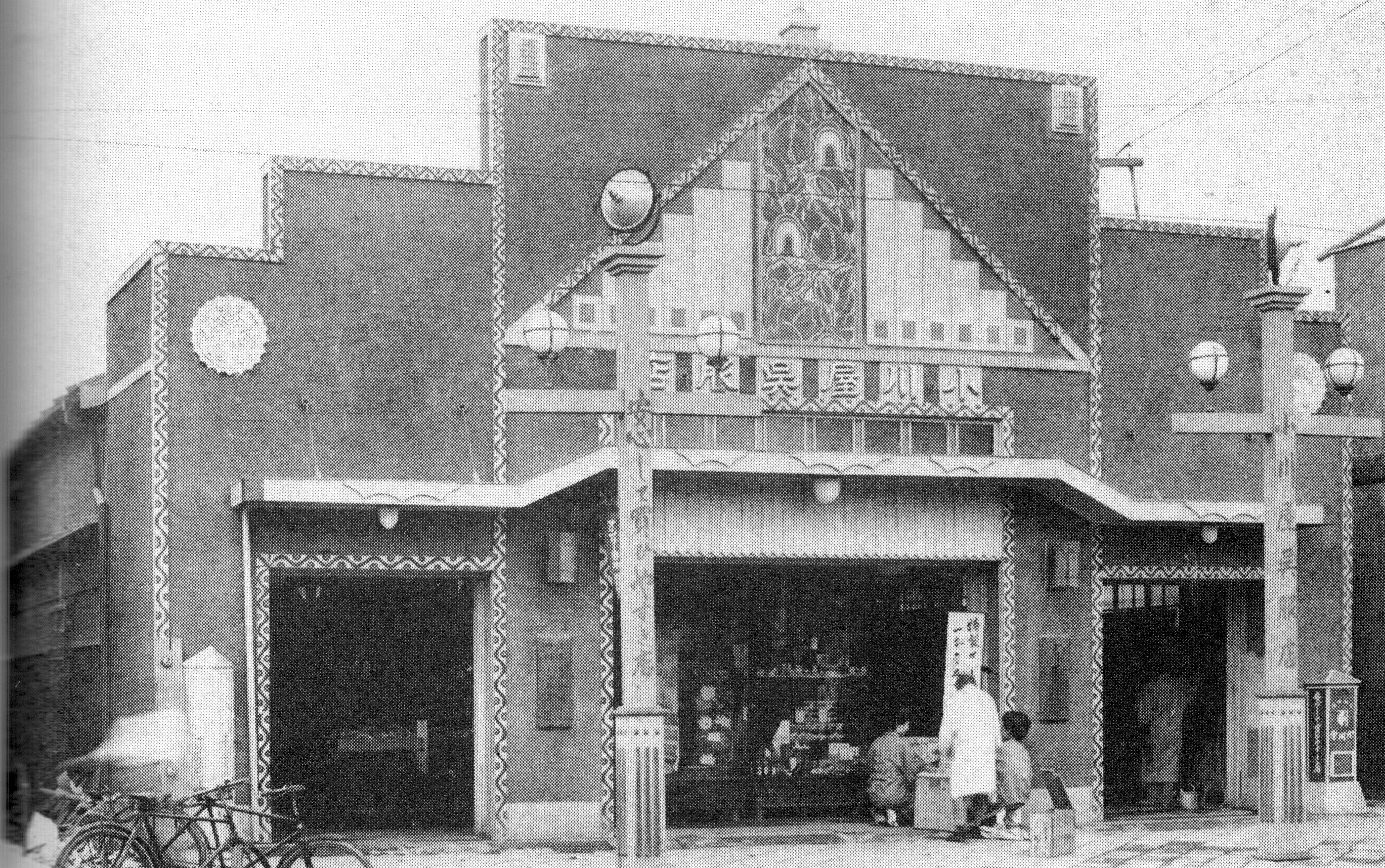
小川屋呉服店(有馬組)
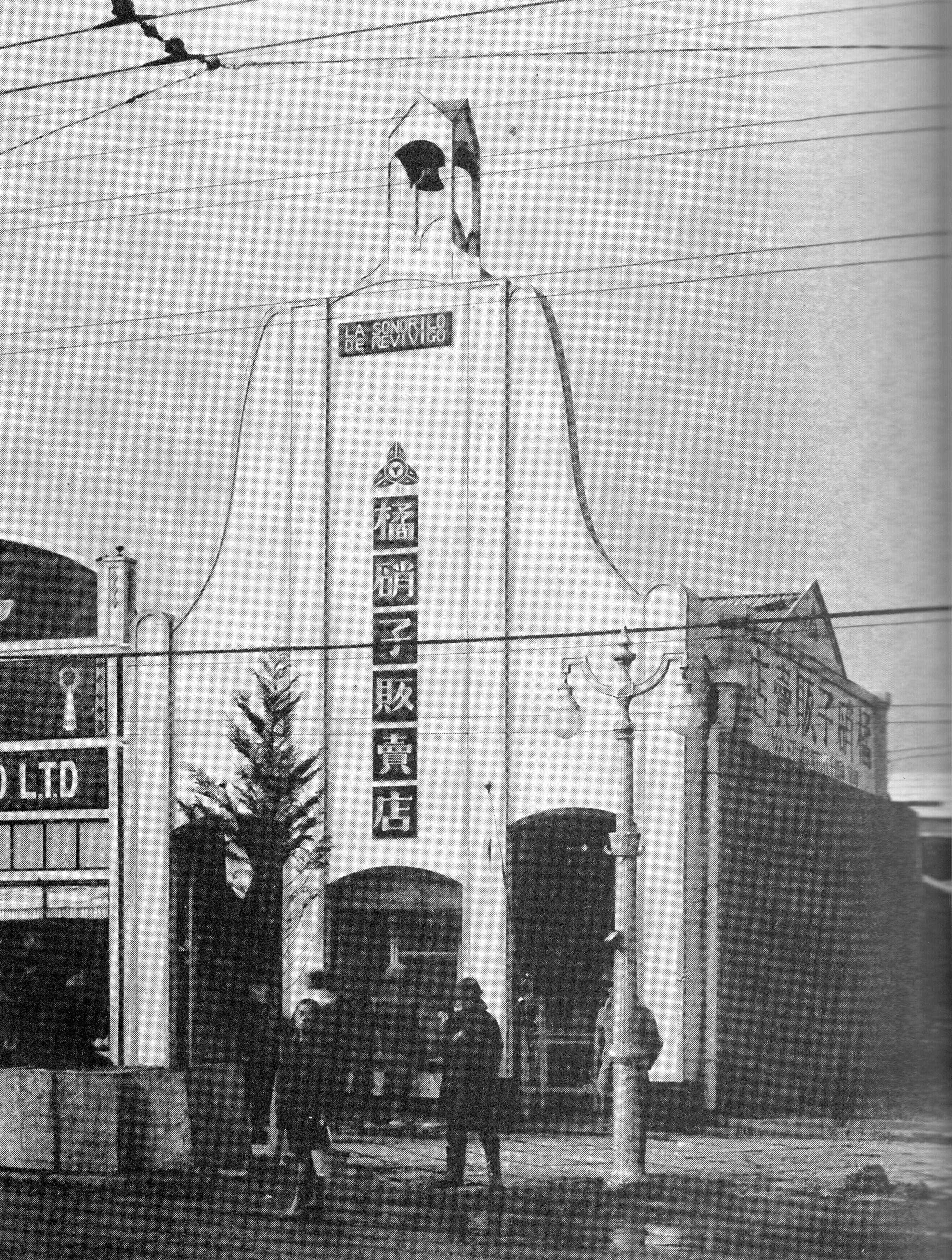
橘硝子販売店(関本勇治)

こうしたバラックで急場をしのいでいる間に、復興計画の一環として5年かけて土地区画整理事業が行われた。敷地が確定した1928年(昭和3年)、バラック商店の曳屋が一斉に行われ、はじめて本格的な店舗が建てられることになった。大通りでは鉄筋コンクリート造のアール・デコ調の商店が建てられたが、その周辺部には看板建築が立ち並んだ。

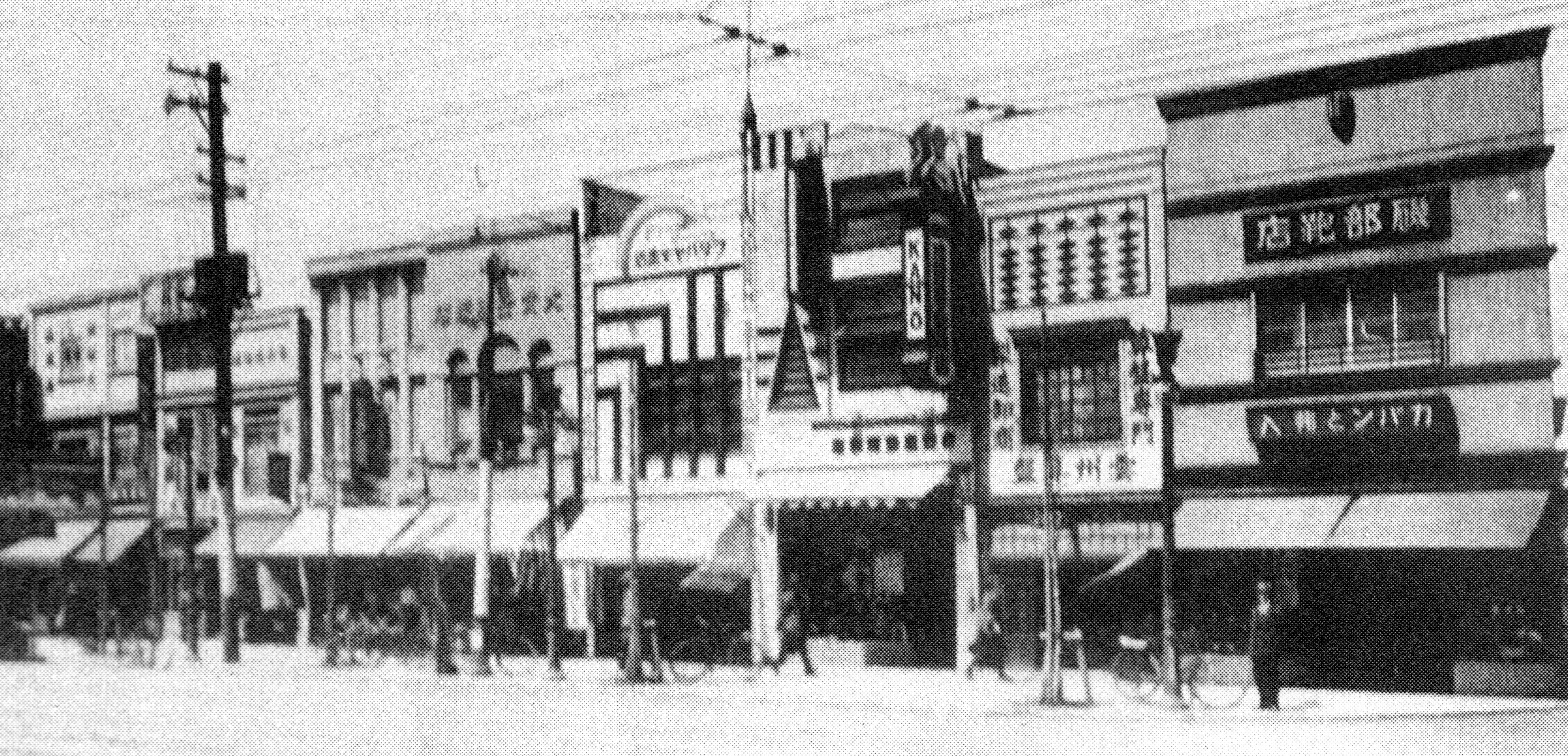
震災復興後の神田表猿楽町の街並み
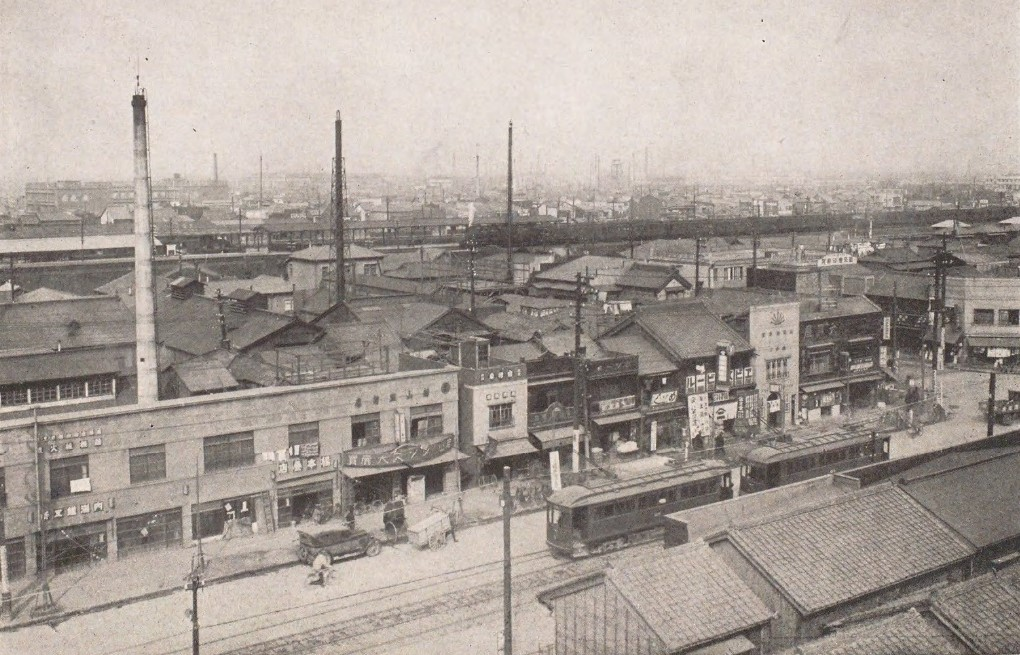
震災復興後の錦糸町界隈。通りの両側に看板で隠した瓦屋根の母屋が覗く

東京の大工は道具や材料を焼かれてしまい仕事ができなかったため、看板建築の建設は地方から来た大工によって行われた。その後、仕事が終わった大工たちが地方に帰ることで、地方にも看板建築が広まった。看板建築は富山から仙台の当たりまで広まっており、震災復興期に職人が来た範囲に重なっている。
東京下町の街並みを形成していた看板建築は、バブル時代の地上げを経て数が激減し、今では点在するほどしか残っていない。こうした状況を受けて、江戸東京たてもの園では看板建築の移築保存が行われている。亀戸香取勝運商店街では、江東区の観光レトロ商店街モデル事業として「昭和レトロ」をテーマにした景観整備が行われ、商店のファサードに看板建築を採用した。
アメリカの非営利団体・ワールド・モニュメント財団は2015年10月15日、緊急に保存・修復などの措置が求められる「危機遺産」リスト（2016年版。世界36ヶ国・計50ヶ所）を発表。看板建築を含む東京・築地の近代の木造建築群が危機遺産に選ばれた。一等地であることから「開発圧力」を受けており、歴史的町並みの喪失が危ぶまれるという。

## 構造と間取り
看板建築の前面は軒の出ない垂直な壁面になっているが、これには1919年(大正8年)に制定された市街地建築物法の影響がある。同法において、建物は敷地の境界線から突出してはならないこととされていた。そのため、区画整理によって狭くなった敷地を有効活用するには、軒のぶんだけ道路境界から後退しなければならない出桁造は不利だった。
また市街地建築物法では、準防火という考え方から木造建築の外壁をモルタル、金属板、タイルといった不燃性の材質で覆うことを義務づけていた。なかでも看板建築に建材としては高価な銅板張りが多いのは、当時世界的に銅の価格が安かったことによる。それまで銅板は、木の腐りやすいところに貼ったり雨樋や戸袋に巻いたりと特殊な使われ方しかされていなかったが、看板建築によって一気に広まった。一方銅板よりも耐火性が高いとされたモルタルは、中が蒸れて木材が傷むという俗説や、仮設建築物法による一時的な防火性能の緩和などにより、広く一般には採用されなかった。モルタル塗の外壁が普及するのは昭和10年代以降となる。
看板建築には3階建が多いが、その多くの3階部分はマンサード屋根の屋根裏部屋になっている。これは、階数制限のあった市街地建築物法において屋根裏部屋は階数に含まれなかったためである。マンサード屋根は、17世紀のフランスの建築家フランソワ・マンサールが考案したもので、当時の一般人が知っているはずのないものだが、建築検査で許認可を与える権限をもっていた警視庁の役人が、確認申請で3階建の図面を却下する際にマンサード屋根にするよう指導していたことで広まった。
大きな敷地の場合は、裏に庭が取られ草木が植えられているが、京都の坪庭のように完成されたものではなく空き地に近い貧相な庭だった。小さな敷地の場合は、敷地いっぱいに建物が建てられ、採光や通風は道路に面した前面かもしくは裏路地に面した裏面からとられる。裏路地のない敷地の場合は敷地いっぱいに建てられることはなく、いかに狭い敷地でも必ず裏側に三尺ほどの空き地をとりそこから外光と通風を得ている。また、裏面に勝手口がないと家族の出入りや便所のくみ取りを店側から行わなければならなくなるため、住人たちが土地を出し合って路地をつくる場合もあった。
1階の間取りは、通りに面した表側半分を店にして裏半分を住まいにしており、江戸以来の商店の作りを踏襲している。入り口から土間、上がり框の先に畳敷きの部屋、帳場までが店で、その先に居間(茶の間)、台所、風呂、便所、勝手口と生活空間が続く。2階は1階より造りのいい和室が造られ、道路に面した方には床の間つきの座敷が構えられる。このように看板建築の内部は出桁造や蔵造と変わらない間取りになっていた。

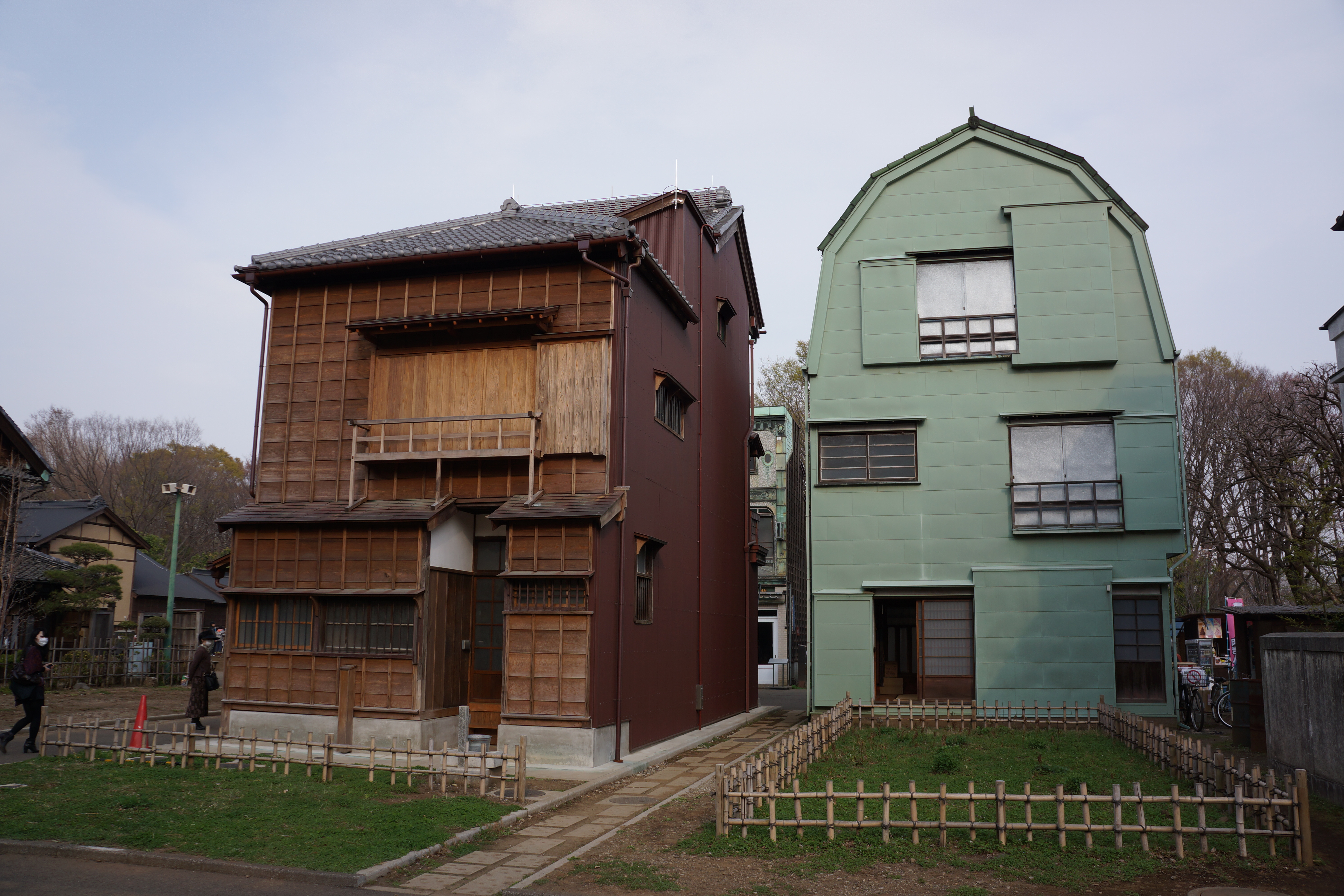
マンサード屋根の植村邸(右)
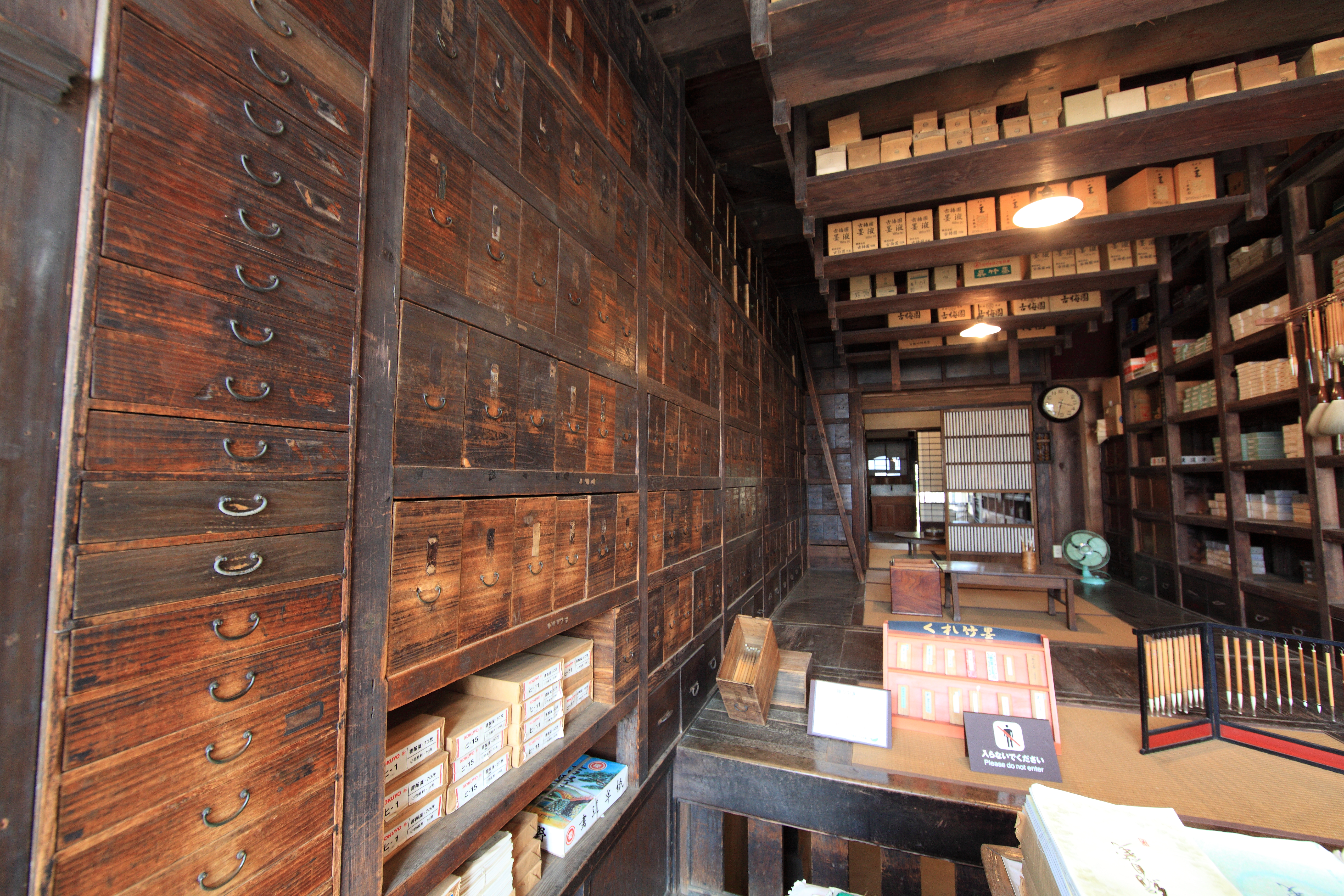
武居三省堂の店部分

## デザイン
看板建築の垂直に立ちあがった壁面は、軒を大きく突き出す日本の伝統建築にはない造りで、明治期に欧米から入った西洋建築の影響による。ただし、石や煉瓦でできた本格的な西洋建築とは異なり、看板建築は木造に金属板やタイルを貼っただけであり、見せかけだけの西洋建築と言える。こうした見せかけだけの壁面演出は、中心商店街に建てられたバラック商店によるもので、当のバラック商店が鉄筋コンクリートに建て替えられたのに対し、周辺のセカンドクラスの商店街ではそれが本格建築として取り入れられた。
看板建築は多くの場合、それを建てた大工の棟梁がデザインを行っているが、中には日曜画家や施主がデザインを行う例もあった。それまで、建物というものは大工の棟梁や建築家といった技術者が専門的技能を振るって造るものであった。しかし、震災直後には今和次郎のバラック装飾社のように画家によるバラック商店の装飾が行われており、建物のファサードをキャンバスと見なすような傾向が人々の気持ちに芽生えていた。また、ファサードが立て板状だったことで、専門知識や細部の納まりを気にせず絵に描いたデザインがそのまま実現可能だったことが、素人や画家の参加を可能にした。
看板建築のデザインは勝手気ままで、決まったスタイルは存在しない。この特徴もバラック商店から引き継いだものだが、元をたどると西洋建築にルーツがある。それまで日本の伝統建築は、職人が親から習ったことを脈々と受け継いでいくことで、誰が手がけても、蔵造は蔵造の、出桁造は出桁造の一つの様式にはまったものになっていた。しかし、西洋建築では建物を自分の表現=作品として造るという考え方があり、これが明治になって日本にも導入された。以来、洋風建築は誰かの作品として造られるようになり、建物の個性化が日本の社会にも定着してゆく。そして、それが街場の商店までおよんだのが看板建築だった。
看板建築のデザインを具体的に見ると、洋風建築のデザイン要素を持ってきたり、当時流行していたアール・デコ的なデザインや表現派的なデザインを味付けに使ったりしているが、本格的なものではなく断片的ででたらめなものだった。そうした中、手本にしたバラック商店にはない看板建築特有のデザインとして、銅板張りの看板建築に見られる江戸小紋がある。江戸小紋は衣服や食器といった日用品に使われてきた身近な紋様であり、窓の型や軒のカーブといった図的な部位ではなくそれを浮き立たせる地的な面に用いられている。看板建築が建っている地域は、江戸時代には職人の町であった場所で、生活・風俗面において江戸の暮らし方をベースにしており、江戸小紋はそうした江戸の記憶が表に現れたものだった。看板建築を最後に、江戸趣味が東京の建物に現れることはなくなる。

## 名前の由来
東京建築探偵団として近代建築のフィールドワークを行っていた当時学生の藤森照信と堀勇良は、震災復興期に建てられた東京下町の商店建築に看板建築と命名し、1975年10月11日の日本建築学会大会で発表した。当時の学会の歴史部門が対象とするのは、宗教建築や公共建築や住宅といった正統的な建築がほとんどで街の商店が取り上げられたことはなかった。看板建築というキッチュな名称は物議を醸したものの、他に良い言い方も見つからずそのまま定着した。

## 現存する建物

### 江戸東京たてもの園

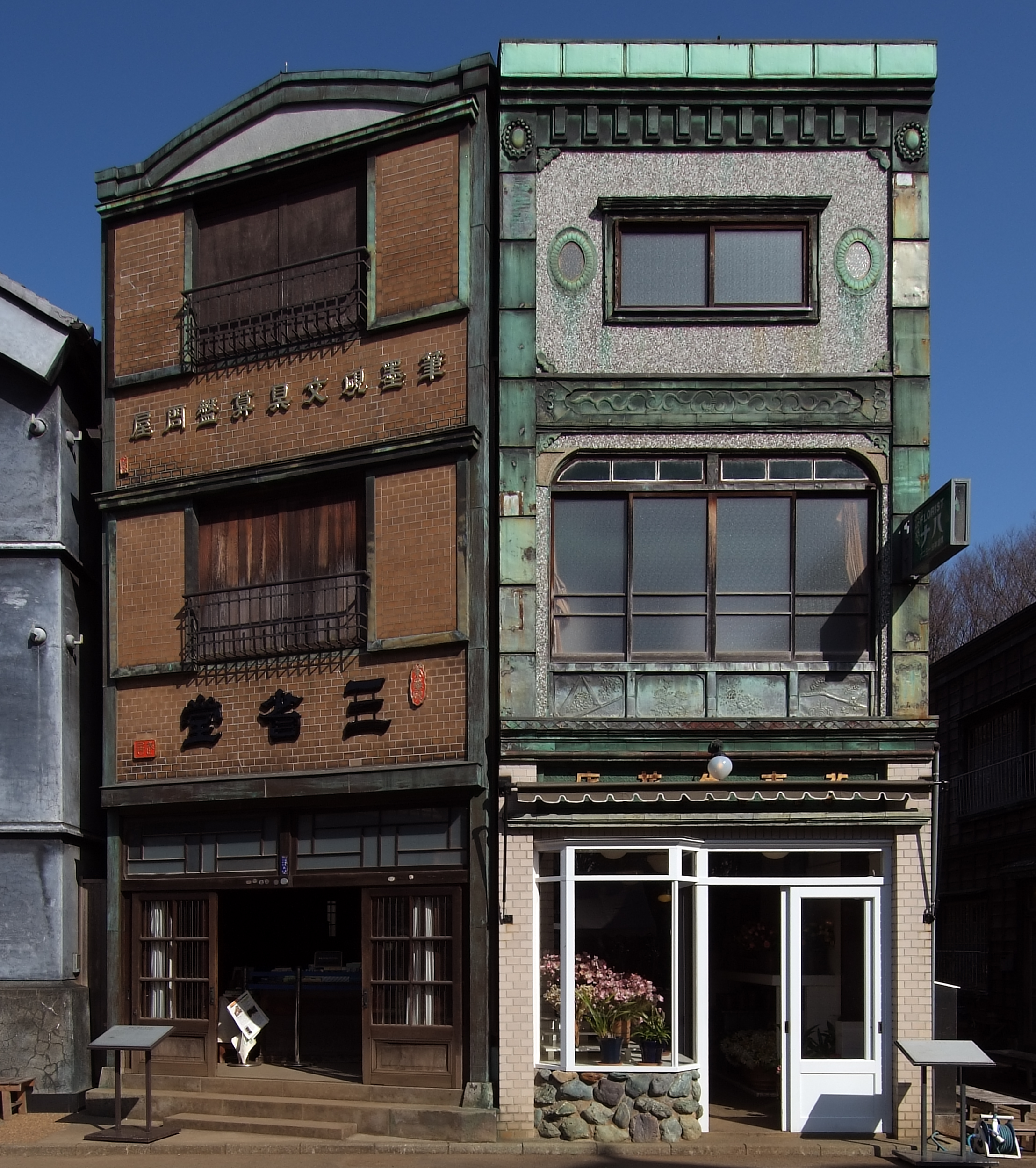
武居三省堂(左)、花市生花店(右)
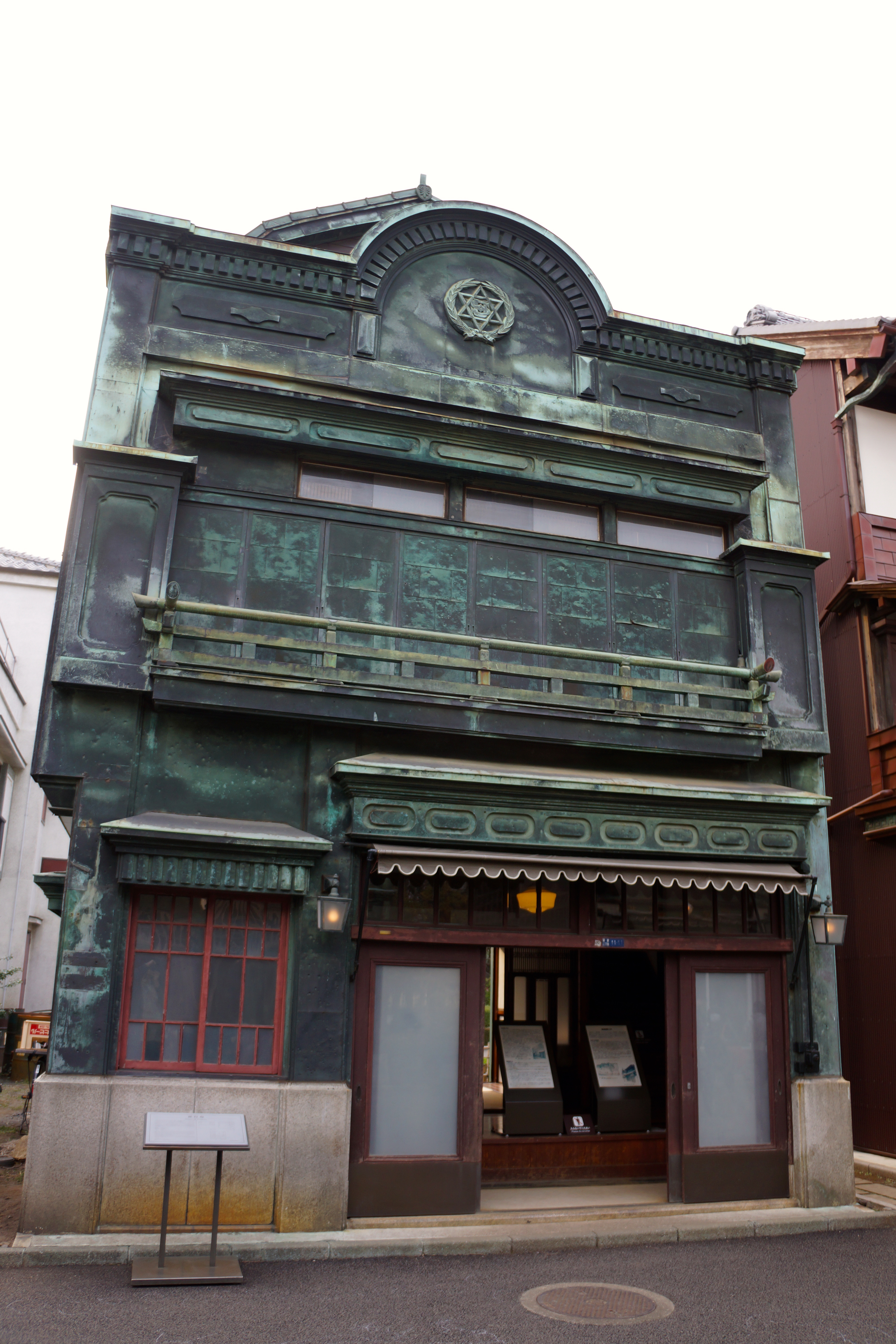
植村邸
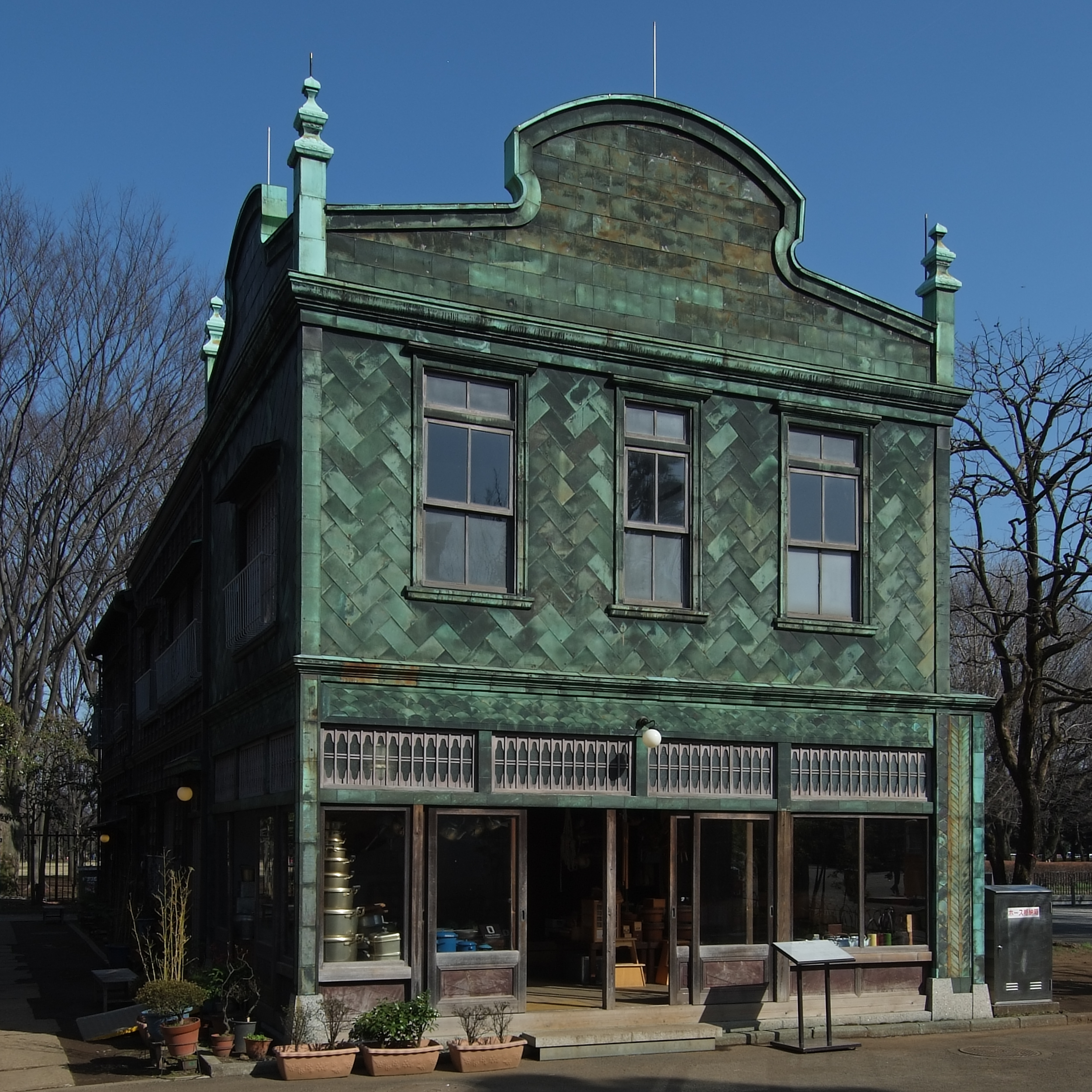
丸二商店
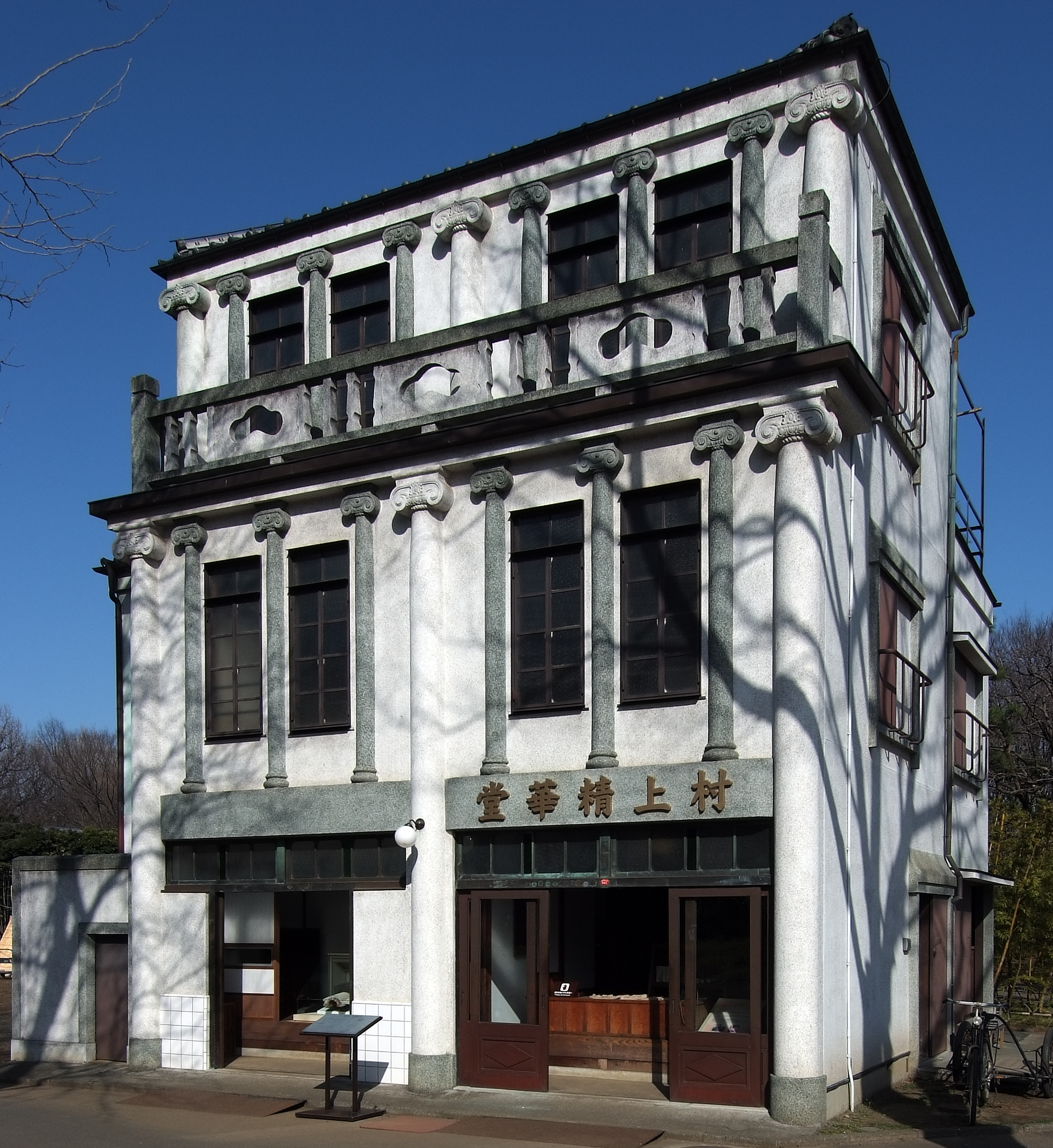
村上精華堂

### その他

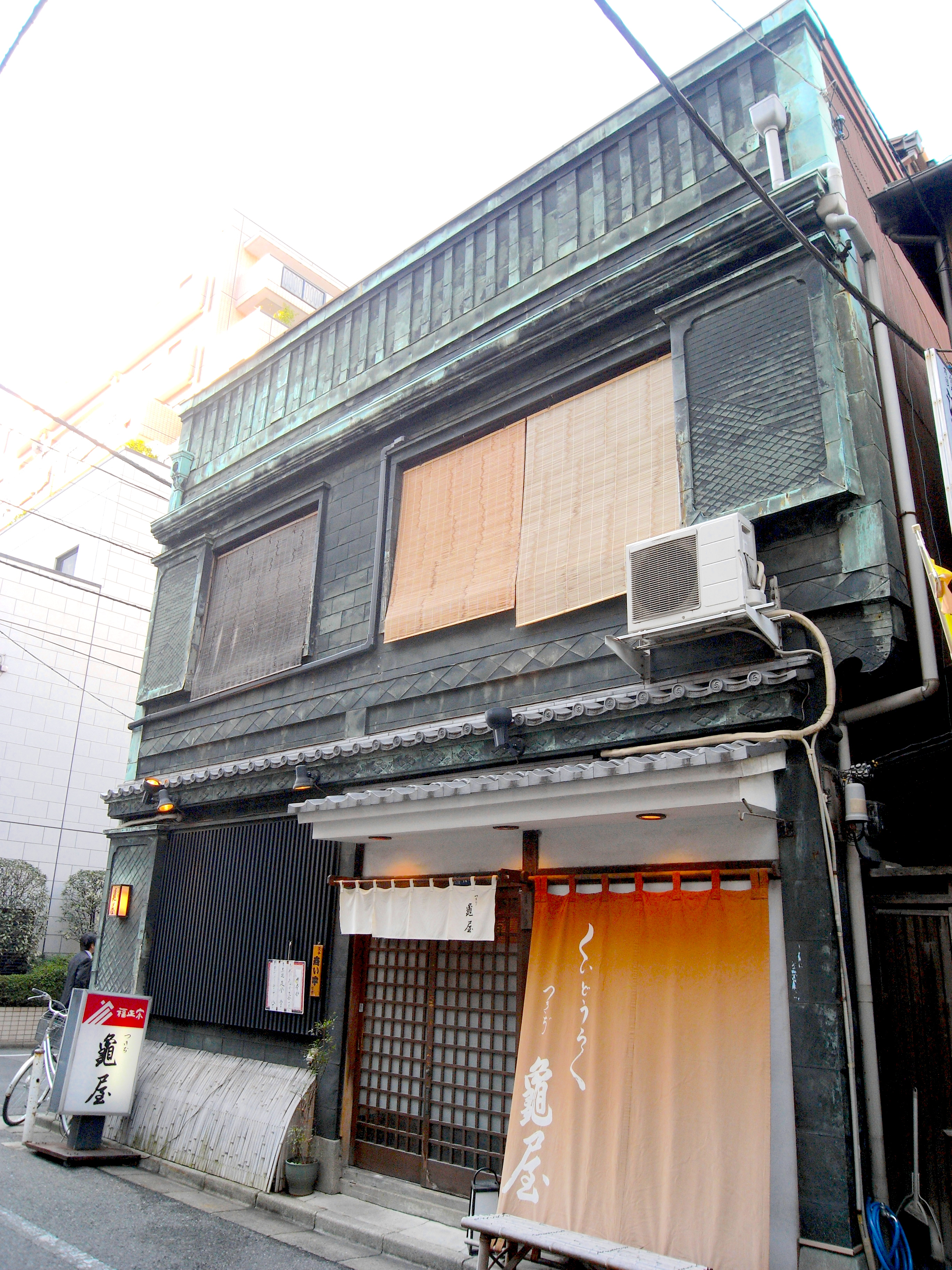
亀屋(東京都中央区築地)
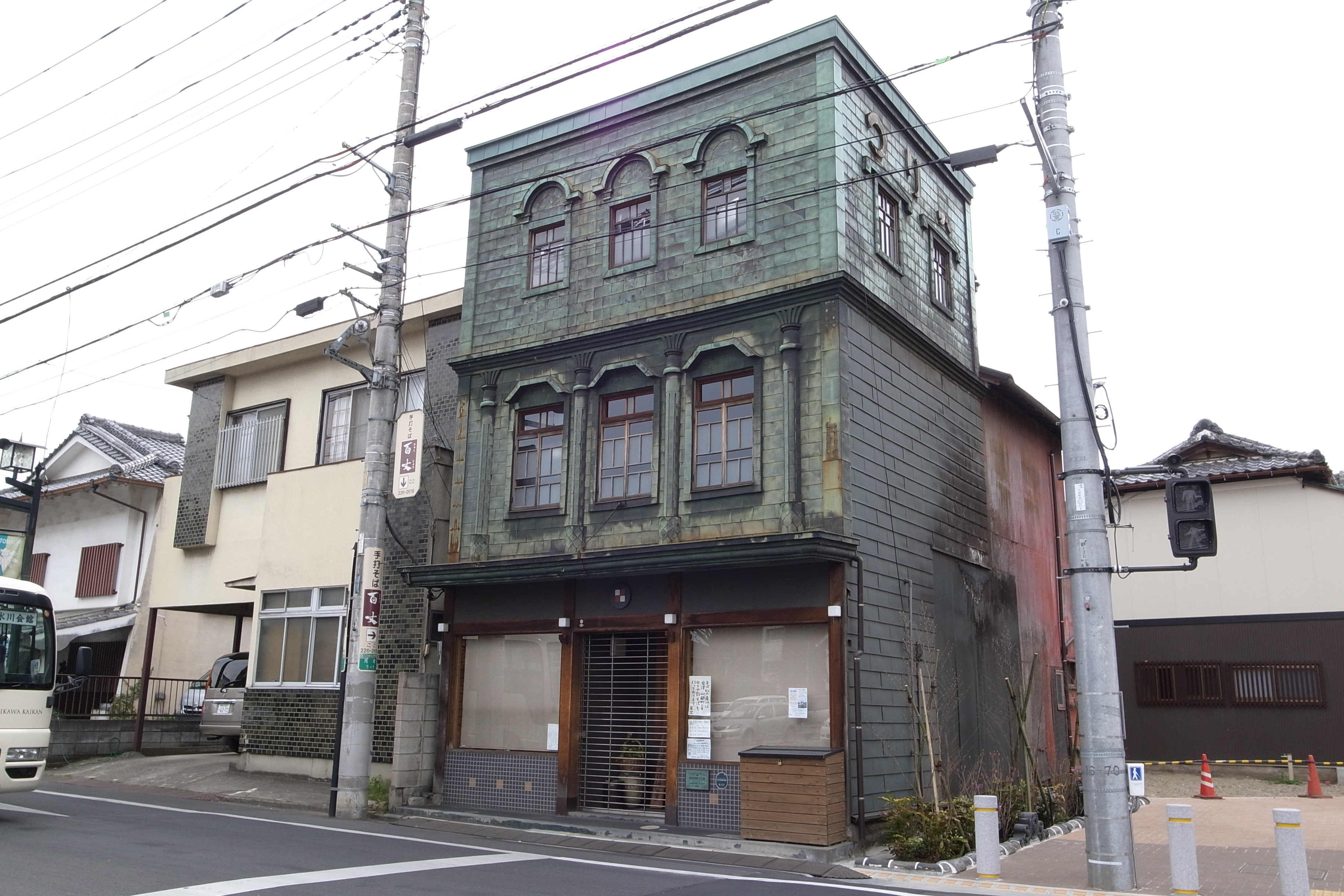
旧湯宮釣具店(埼玉県川越市)
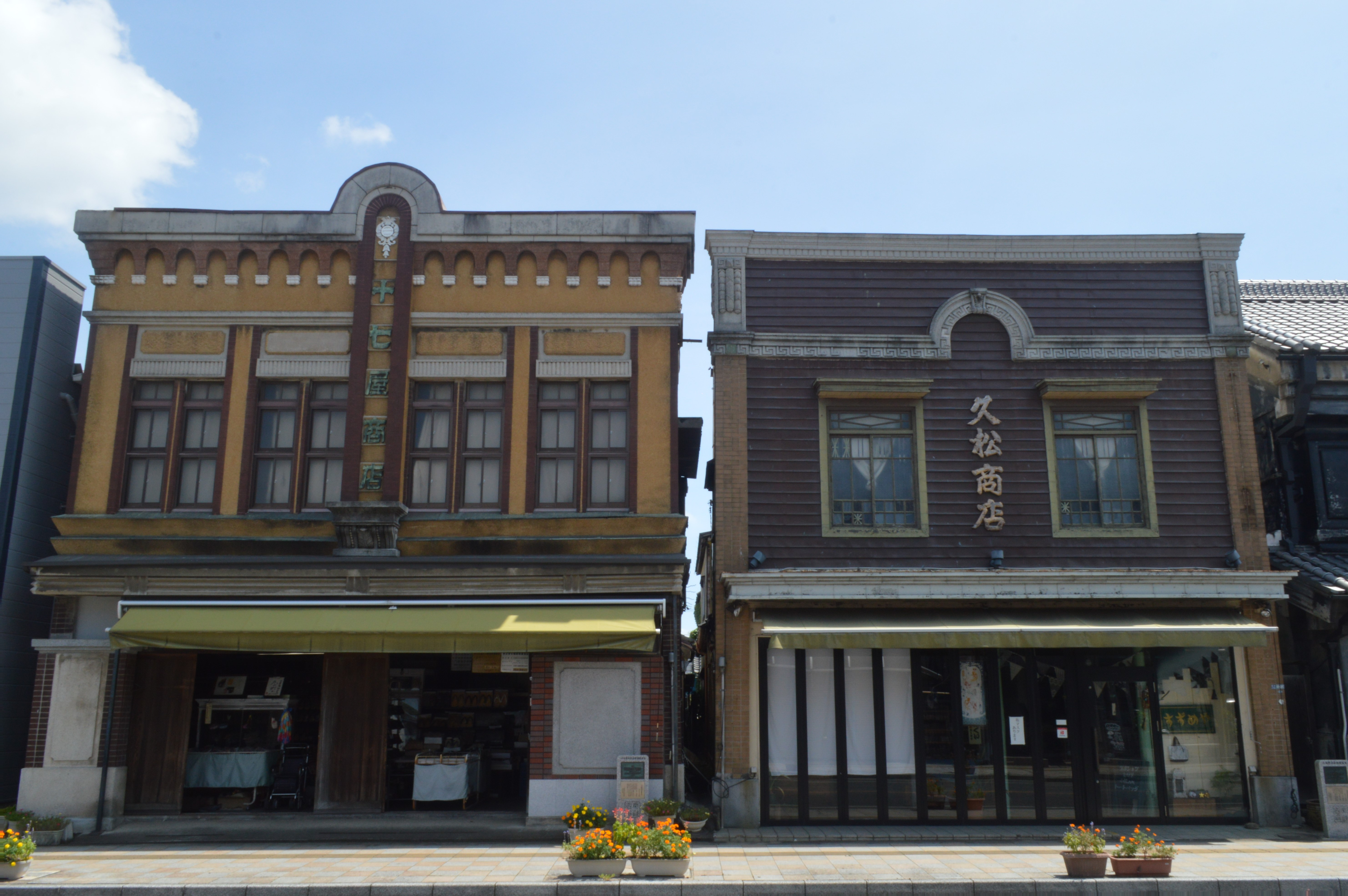
十七屋履物店(左)、久松商店(右)(茨城県石岡市)
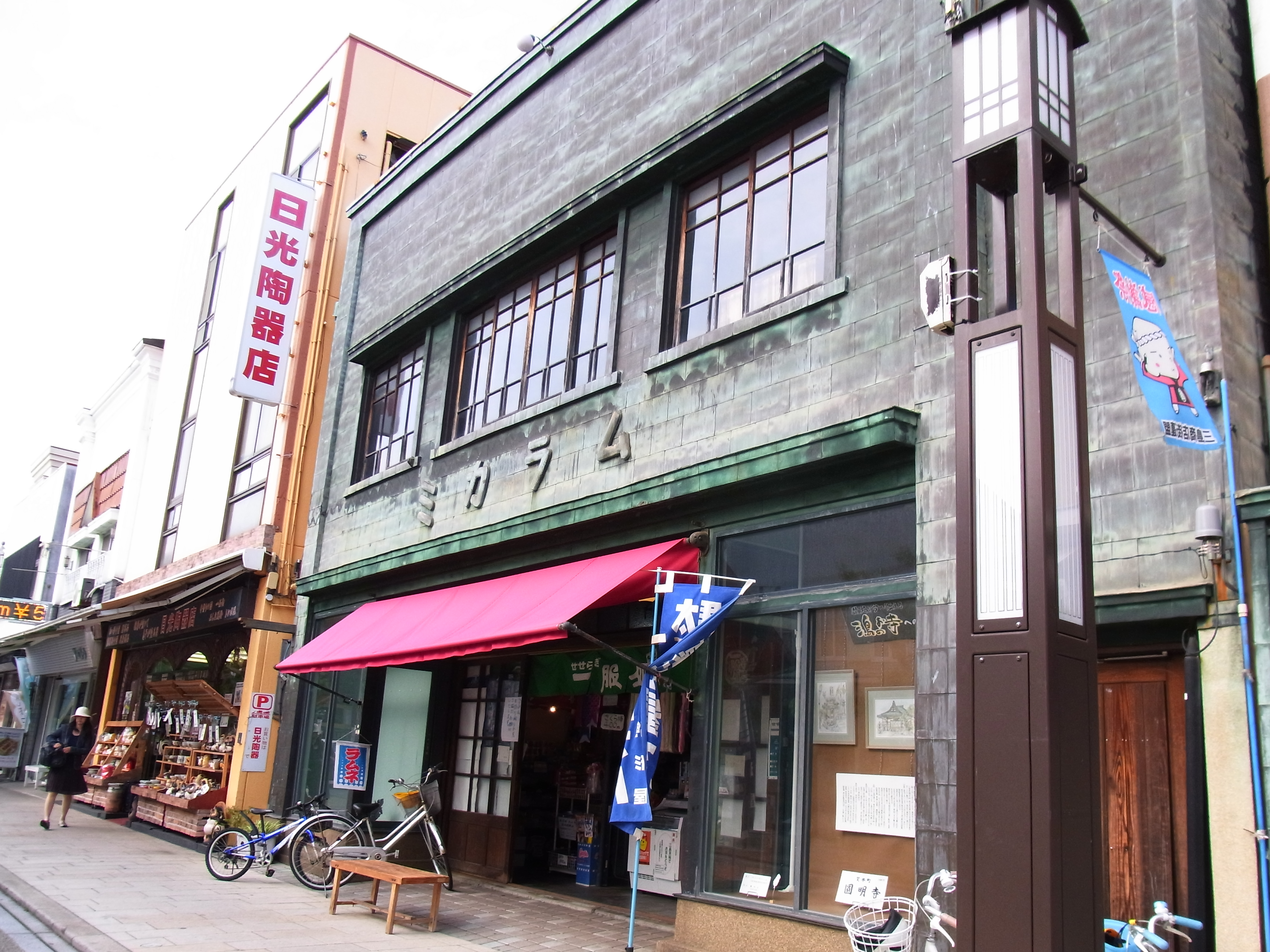
懐古堂ムラカミ屋(静岡県三島市)
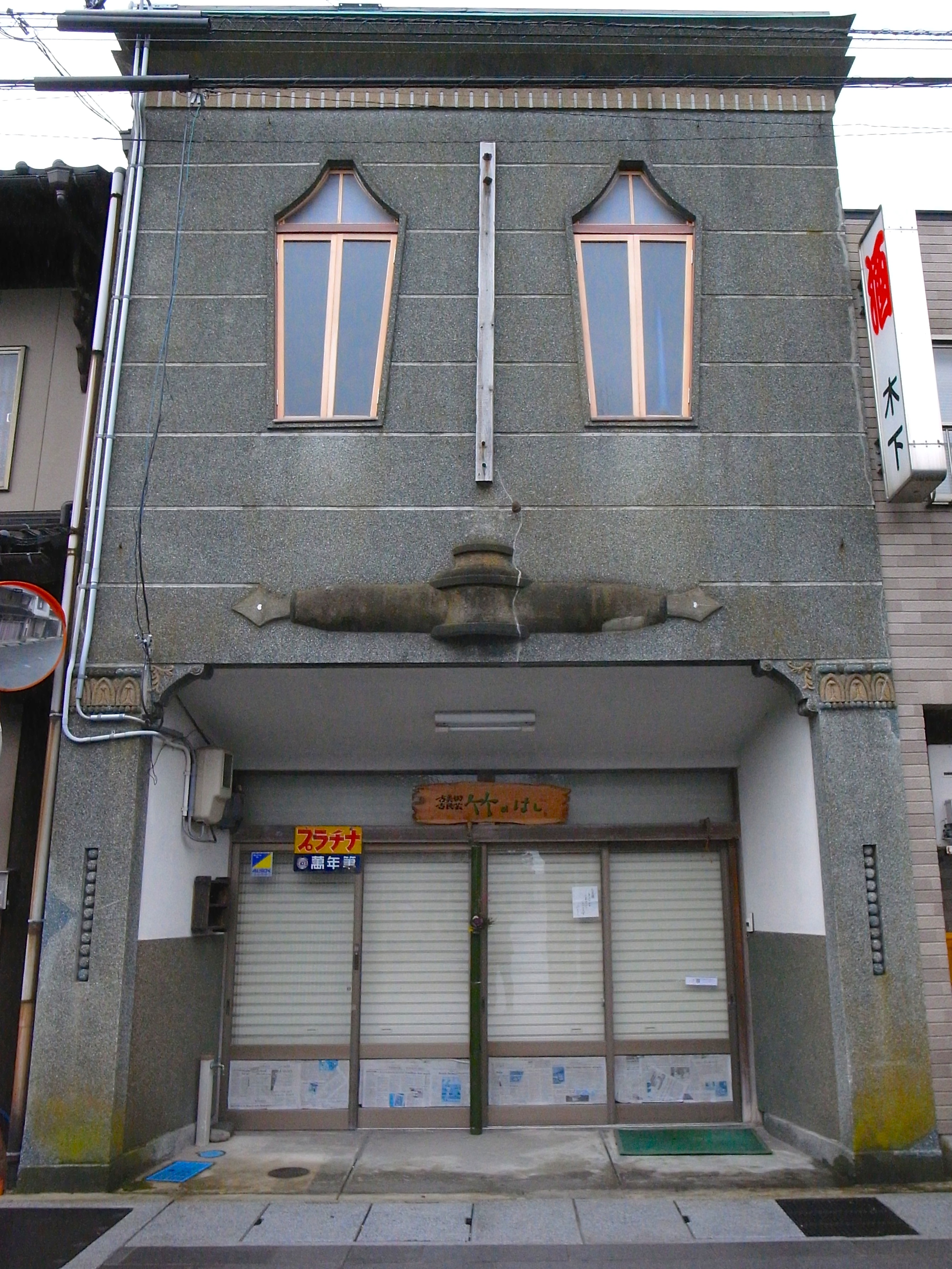
旧上野啓文堂(石川県七尾市)
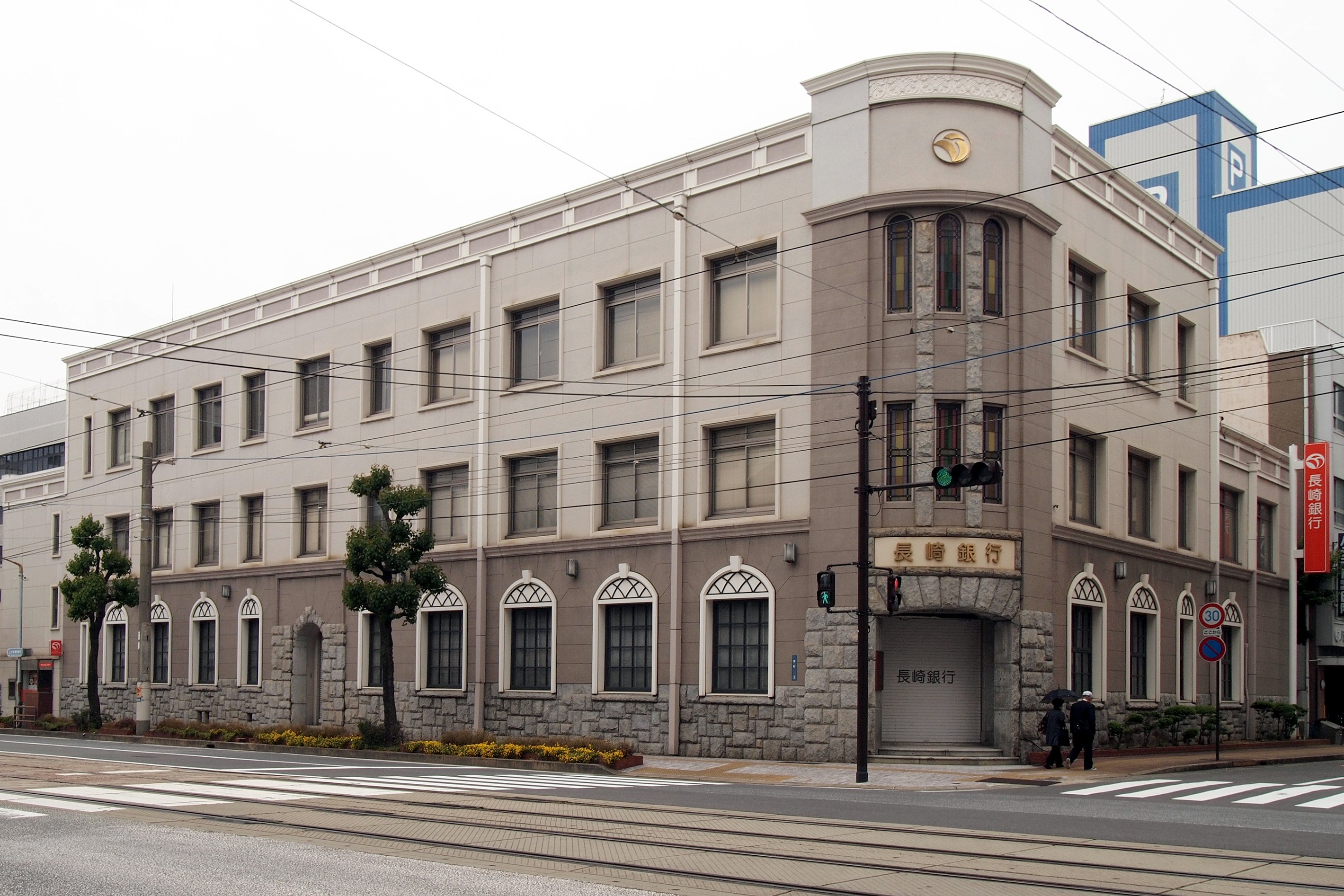
長崎銀行本店（長崎県長崎市）

## 戦後の看板建築
第二次世界大戦末期に空襲に見舞われた東京では、震災後と同様にバラックを経て再び看板建築が建てられた。戦後の看板建築は震災後のものに比べ、屋根の向きやファサードの表現に違いが見られる。
震災後の看板建築は、マンサード屋根のものを除き、屋根は出桁造を踏襲して道と軒線が平行になる平入でかけられていたが、戦後の看板建築は妻入で屋根がかけられている。間口が狭く奥行きが長い町屋の平面において、妻入の屋根の方が軒から棟までの立ち上がりが少なくてすみ、小屋組の木材を節約できることから、戦災後のバラックは妻入屋根で建てられており、戦後の看板建築もこれを踏襲している。
戦後の看板建築は震災後のものに比べると、過剰な表現は見られなくなりあっさり仕上げられている。装飾としては2階の窓上にワンポイントのレリーフを入れるか、戸袋部分に色モルタルによる簡単な色分けパターンを持つに過ぎなくなるが、こうしたわずかな装飾すらしばらくすると施されなくなった。こうした変化は、当時流行していた装飾を否定するモダニズム建築をデザインに取り入れたためである。また、1950年に施行された建築基準法により、銅板が不燃材として認められなくなり、銅板張りの看板建築は建てることができなくなった。